# Hegesztés (fémek)

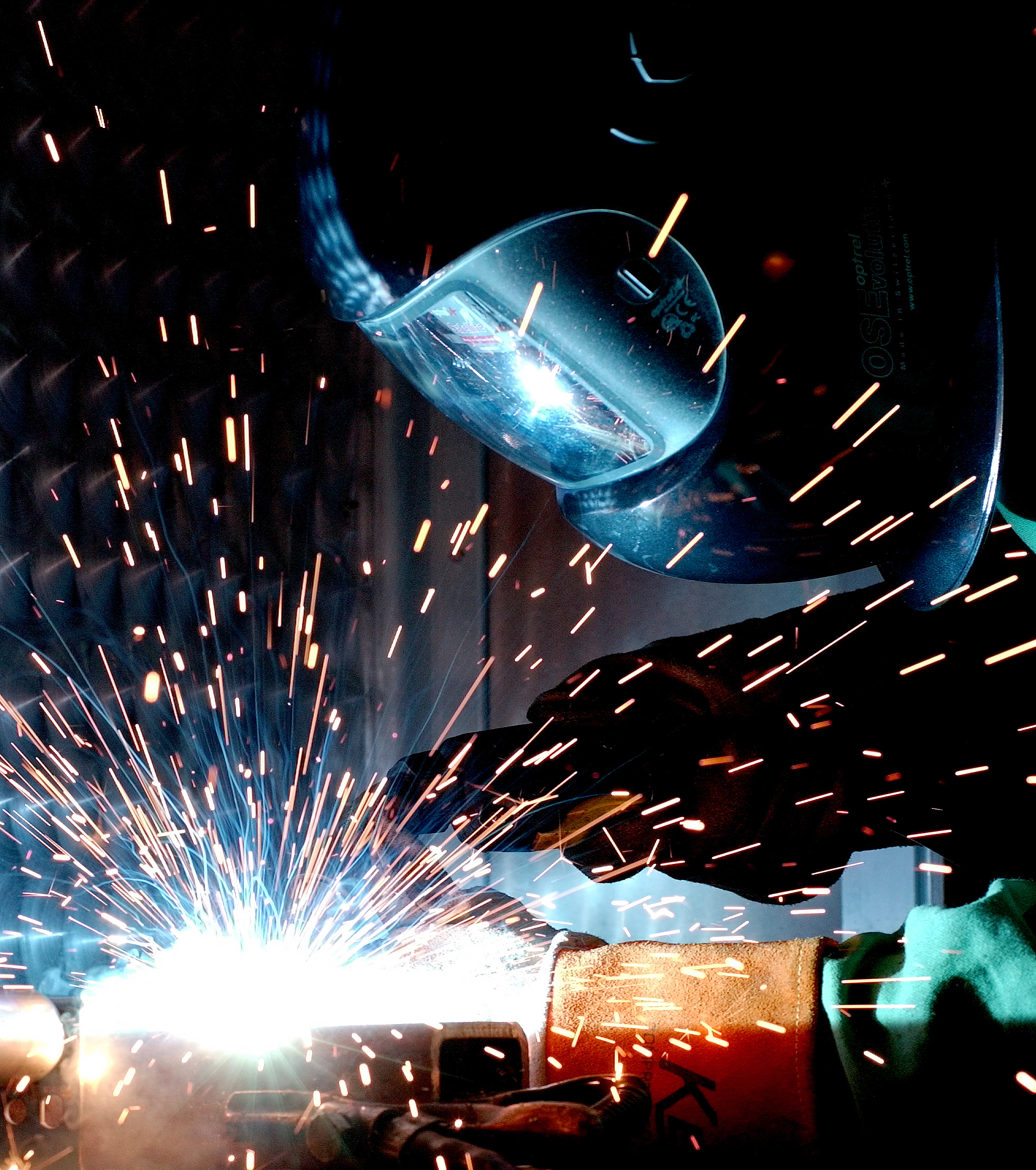
Ívhegesztés

A hegesztés különálló szerkezeti elemként készült fém alkatrészek oldhatatlan kötéssel készülő összeerősítésére szolgáló művelet. A hegesztés mint oldhatatlan kötés, több száz éve ismeretes, igazi fejlődése azonban csak a 19. század végén kezdődött. Hegesztéskor a fémes alkatrészek összekötésére belső erőket, a fémek atomjait és molekuláit összetartó erőket használnak fel. Ezt a kötésmódot kohéziós kötésnek is nevezik.
Hegesztéskor a kohéziós kapcsolatot többnyire úgy hozzák létre, hogy a hegesztés helyén az alkatrészek anyagát vékony rétegben megolvasztják és így kötik össze őket, vagy pedig az alapanyaghoz hasonló kémiai összetételű töltőanyag: hozaganyag beolvasztásával kapcsolják össze az alapanyagokat. Kötést létre lehet hozni úgy is, hogy az összekötésre kerülő felületek közötti hézagot az alapanyaggal közel sem egyező, lényegesen kisebb olvadáspontú fémmel töltik ki. Ez azonban diffúziós kötés, forrasztásnak nevezzük.
A hegesztéshez szükséges kohéziós kapcsolat kétféle – egymással kombinálható – módon hozható létre:
- ömlesztő hegesztéssel és
- sajtoló hegesztéssel.

Az ömlesztő hegesztés a kohéziós kapcsolat létesítésének az a módszere, amelyben az alapanyagoknak a kötés helyével szomszédos kis részét helyileg egy közös fémfürdővé olvasztják és abba még esetleg egy harmadik anyagnak (a hegesztőpálcának vagy az elektródának) egy részét is beolvasztják, majd az így keletkezett hegfürdőt a kötést áthidaló varrattá dermesztik. Azt az eljárást, amikor nem kötés a cél, hanem az alapanyagra a hozaganyagot viszik fel, felrakóhegesztésnek nevezik. Más felületi anyagminőség-igény esetén alkalmazzák.
Sajtoló hegesztéskor a szerkezeti elemek közötti molekuláris kapcsolatot erőhatással létesítik anélkül, hogy az alapanyagokat megömlesztenék. Ilyen például a kovácshegesztés és a hideghegesztés.

## Sajtoló hegesztés

### Hideghegesztés

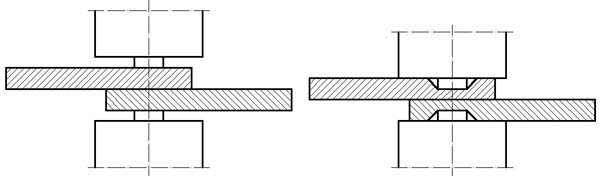
Hideghegesztés

A hideghegesztés olyan eljárás, amelynek során az adott hideg anyag folyáshatáránál lényegesen nagyobb feszültséggel terhelik az összekötendő felületeket. A hegesztés során a munkadarabok nagy alakváltozást szenvednek. Ez az alakváltozás tompahegesztéskor zömítési dudorként, átlapolt hegesztéskor pedig keresztmetszet-csökkenésként jelentkezik. Minden anyaghoz tartozik egy meghatározott kritikus alakítási érték, amelynél a hegedés folyamata megindul. Ez az érték például alumíniumnál 150%, réz esetén 175%.
A hideghegesztés előnye, hogy kívülről nem kell hőt bevezetni, nincs szükség hozaganyagra, különféle minőségű anyagok is hegeszthetők egymással. Hátránya az, hogy csak a hidegen jól alakítható anyagok hegeszthetők össze. A hideghegesztés fő alkalmazási területe az alumínium és réz alkatrészek kötése, valamint ezek kombinációja. A felhasználás területe döntően a villamosipar.

### Robbantásos hegesztés

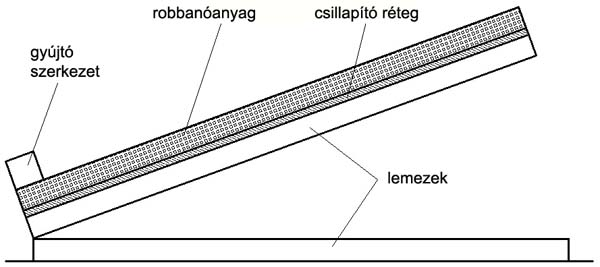
Robbantásos hegesztés

Robbantásos hegesztéskor az összekötendő, legtöbbször nagy felületű darabokat egymással párhuzamosan vagy szög alatt helyezik el, majd hirtelen keltett lökéshullámokkal a munkadarabokat egymáshoz csapják. Ennek hatására a munkadarabok összehegednek. A lökéshullámokat úgy keltik, hogy az egyik lemez külső felületére robbanóanyagot helyeznek el, amelyet az egyik végén begyújtanak, vagy mind a két lemezt robbanóanyaggal vonják be, és egyszerre gyújtják be.
A robbantásos hegesztés időtartama néhány ezred másodperc. Ez nem elegendő a diffúzió lefolyására, ezért a különnemű fémek kötésében nem alakulnak ki átmeneti kémiai vegyületek, illetve a különböző acélok hegesztett kötésében átmeneti szövetszerkezetek. A robbantásos hegesztés sikeresen alkalmazható kettősfémek (bimetallok) kialakítására, a szerkezeti és különleges acélok, illetve ötvözetek egyesítésére (pl. plattírozás), elkopott szerkezeti elemek felújítására.

### Kovácshegesztés
A kovácshegesztés a legősibb hegesztési eljárás, amelyet lágyacélok kötésére használnak. Bonyolult kovácsdarabokat ugyanis csak úgy lehet elkészíteni, ha egyes részeit külön kovácsolják, és ezeket utólag kovácshegesztéssel egyesítik. Kovácshegesztéskor a hegesztési hőmérsékletre hevített alkatrészeket egymásra helyezik, és a kötést külső erőhatással biztosítják. A kovácshegesztést az acél összetételétől függően 1350 °C körüli hőmérsékleten végzik.
A jó kötés feltétele a tiszta, oxidmentes érintkező felületek biztosítása. Ennek elérését segítik elő a különféle hegesztőporok (bórax, vörösvérlúgsó, szalmiák, hamuzsír, kvarchomok). Ezek a hegesztőporok a revével könnyen olvadó, hígfolyós salakot képeznek, és megóvják a felületet a további oxidációtól.

### Termithegesztés

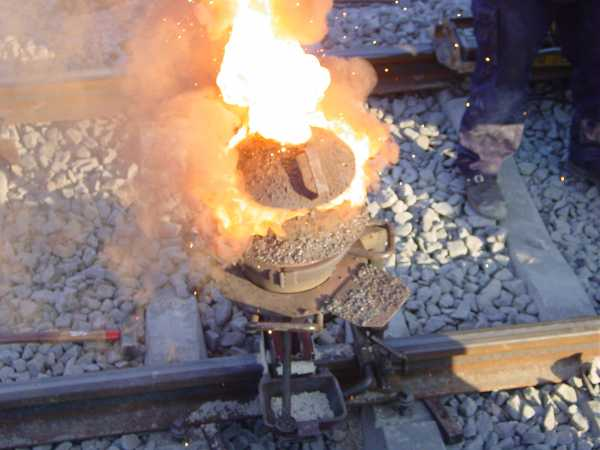
Sín termithegesztése

A termithegesztés az egyik legrégibb hegesztési eljárás. Felfedezése H. Goldschmidt nevéhez fűződik, aki már 1899-ben vasúti sínek összehegesztésére alkalmazta. Jelentősége a lánghegesztés és a villamos hegesztési eljárások fejlődésével erősen csökkent, de vasúti sínek és csövek kötésére még gyakran használják.
Az eljárás alapja az, hogy a fém alumínium a vas oxidjait hőfejlődés közben tiszta vassá redukálja, miközben alumíniumoxid képződik. Hegesztés céljára a vas oxidjai közül főleg az Fe2O3 és az FeO jöhet számításba. A reakcióegyenletek:
3FeO + 2Al ⇔ 3Fe + Al2O3 + 836 kJ ,
Fe2O3 + 2Al ⇔ 2Fe + Al2O3 + 831 kJ .
A folyamat erősen exoterm (hőtermelő) jellegű. A hőfejlődés hatására a keletkező vas megolvad. A reakció azonban csak nagyobb hőmérsékleten indul meg, ezért a keverék meggyújtására báriumszuperoxidból és alumíniumból álló keveréket kell alkalmazni. Ez a keverék könnyen meggyújtható, a keletkező hő hatására a termitpor már tovább ég. Termithegesztéskor vagy csak a képződött salak hőtartalmát használják fel a hegesztés céljaira, vagy pedig a redukció útján keletkezett termitacél használható kötőanyagul. Eszerint a termithegesztést háromféle formában lehet alkalmazni:
- termithegesztés nyomással,
- termithegesztés öntéssel,
- termithegesztés öntéssel és nyomással.

### Villamos ellenállás-hegesztés

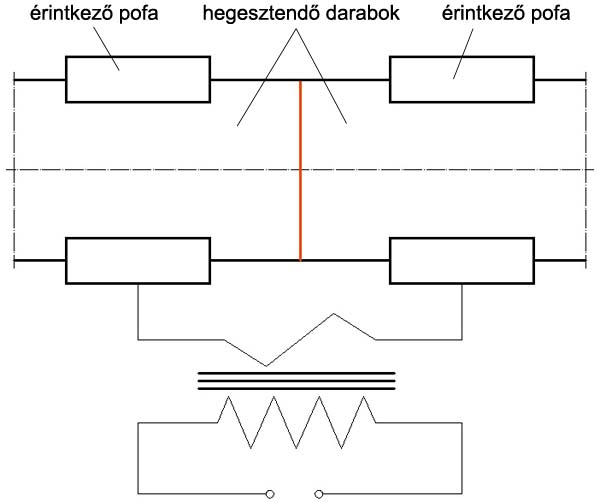
Az ellenállás-hegesztés elve

A villamos ellenállás-hegesztés az ömlesztő-sajtoló hegesztőeljárások közé tartozik. Az ellenállás-hegesztés során a villamos áram Joule-hőjét használják fel úgy, hogy a jól vezető, kopásálló villamos érintkezők közé szorított – összehegesztendő – munkadarabokon át villamos áramot vetetnek. Tekintve, hogy az ellenállás a két hegesztendő munkadarab közötti érintkező felületen a legnagyobb, ott keletkezik a legtöbb hő. A villamos ellenállás-hegesztést nagy áramerősségű (3000–15000 A) és kis feszültségű (1–10 V) árammal végzik.
A hegesztőáramot többnyire speciális réz szorítópofákon át vezetik a munkadarabba, ritkábban volfrámelektródákat is alkalmaznak. Az elektródákkal szemben követelmény a kopásállóság, a kiváló mechanikai szilárdság a hegesztés hőmérsékletén, jó hővezető képesség és végül alacsony hegedési hajlandóság a hegesztendő darabokkal. A hegesztendő munkadarabok anyagának függvényében különböző összetételű elektródákat használnak.
Az ellenállás-hegesztés főbb módszerei:
- tompahegesztés,
- ponthegesztés.

#### Tompahegesztés
A közel azonos keresztmetszetű, hegesztésre kerülő felületeken átfolyó áram a nagy átmeneti ellenállás miatt nagy hőt fejleszt, a darabok végei felmelegszenek. A felmelegedett felületekre merőleges erő hatására létrejön a kohéziós kötés.
Az egyszerű tompahegesztésnél jobb eredményt biztosít az ún. leolvasztó tompahegesztés. Az eljárás során a hegesztésre kerülő felületeket először összeérintik, majd a hegesztőáram bekapcsolása után széthúzzák kissé a munkadarabokat. A két darab között ív keletkezik, egy vékony sáv megolvad, majd a két munkadarabot dinamikus lökéssel egyesítik.

#### Ponthegesztés

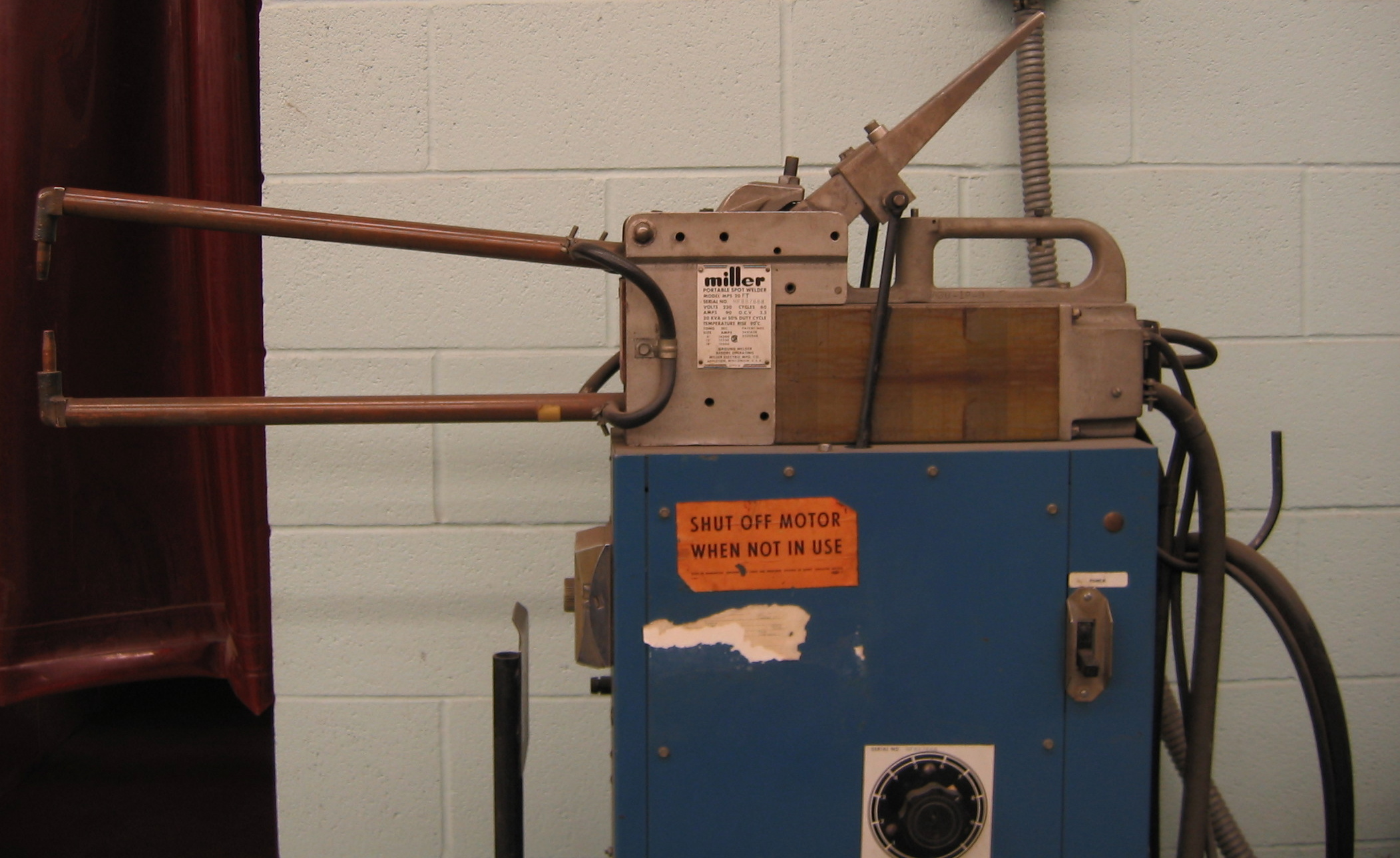
Ponthegesztő készülék

Ponthegesztést vékony lemezek és egymást keresztező acélhuzalok, hálók kötésére alkalmazzák. A lemezeket átlapolva hegesztik úgy, hogy a hegesztendő helyen két, rendszerint kúpos szerszámot (áramvezetőt) szorítanak a lemezekre. Az összeszorított lemezeket az átfolyó áram felhevíti és az átmeneti ellenállás miatt a két lemez érintkezési felületén megolvad, az elektródokkal kifejtett erő hatására a lemezek az elektródok átmérőjének megfelelő felületen összehegednek.

### Vonalhegesztés
A ponthegesztés elvén működik, de az áramvezetőként nem kúpos sajtolószerszámot, hanem csapágyazott és hajtott görgőpárt használnak. Ezzel az eljárással készül a hosszvarratos aeroszolos palackok (dezodor, rovarirtó, festékfújó) palástja.

### Ultrahangos hegesztés
Ultrahangos hegesztéshez kívülről nem kell hőt bevezetni. Az ultrahang által előidézett rezgőmozgás a hegesztendő felületek érdességi kiemelkedéseit és az oxidrétegeket elroncsolja, és a fémes felületeket egymásba dörzsöli. A rezgések a kis sajtolóerővel együtt idézik elő a fém folyását. Ultrahangos hegesztéssel a technikai fémek legtöbbje hegeszthető.
Az ultrahangos ponthegesztőgép külsőleg ellenállás-hegesztőgéphez hasonlít. A munkadarabok a szonotróda és gép üllője között fekszenek. A szorítónyomást hidraulikusan vagy pneumatikusan hozzák létre. A magnetostrikciós rezgőfej elvben egy rúdból áll, amelyet elektromágneses gerjesztés céljából tekerccsel vesznek körül. A váltakozóáramú gerjesztés során váltakozó mágneses tér keletkezik. A rúdban, a hossztengely irányában rugalmas deformációk lépnek fel a mágneses tér változásának az ütemében. A rúd anyagaként csak olyan fémek használhatók, amelyeknek egyrészt nagy a magnetostrikciós hatásuk, másrészt megfelelően nagy a szakítószilárdságuk. Legalkalmasabbak a nikkel- és nikkelötvözetű rudak.

### Dörzshegesztés
Dörzshegesztésnek azt a hegesztési módszert nevezik, amelynél a kötés létesítéséhez szükséges hőenergiát az egyesítésre kerülő felületeken súrlódással állítják elő. A hegesztés kezdeti szakaszában alkalmazott kis erővel szabályozzák a hőképződést. A kívánt hőmérséklet elérésekor a forgó- vagy alternáló mozgás megszüntetésével egyidejűleg a kötés létrehozásához szükséges nagy erőt fejtenek ki.
A dörzshegesztőgépek fél- vagy teljesen automatikus módszerrel dolgoznak. A dörzshegesztés elvileg esztergagépeken is elvégezhető, a gyakorlatban azonban kivitelezhetetlen, mert a zömítésre alkalmas gépen zömítőerőre méretezett csapágyakra, megfelelő fékezőrendszerre és egyéb kiegészítő berendezésekre van szükség. Az esztergagép csapágyai a dörzshegesztés indításakor fellépő erős rezgések következtében nagyon gyorsan kopnak, a továbbiakban esztergálásra alkalmatlanná válik az esztergagép.

### Nagyfrekvenciás indukciós hegesztés
A nagyfrekvenciás indukciós hegesztés tulajdonképpen ellenálláshegesztési eljárás érintkezés nélküli energiaátvitellel. A módszert túlnyomóan csövek hosszvarratos tompahegesztésére alkalmazzák. A szalagéleken és az érintkezési helyeken nagy áramsűrűséggel lehet számolni, így a csőlemez élei megolvadnak. A kis behatolási mélység miatt ez a felhevített zóna nagyon kicsi, ezért az érintkezési pont mögött lévő összenyomási helyen csak minimális sorja keletkezik. A hőnek a lemezélektől a cső belsejébe irányuló áramlását nagy hegesztési sebességek alkalmazásával akadályozzák meg.

## Ömlesztő hegesztés
Az ömlesztő hegesztési eljárásoknál koncentrált hőhatással kell dolgozni, hogy a hegesztendő felületek rövid idő alatt, vékony rétegben olvadjanak meg. Ezt a hőhatást lehet biztosítani például éghető gáz elégetésével vagy villamos ívfénnyel.

### Lánghegesztés

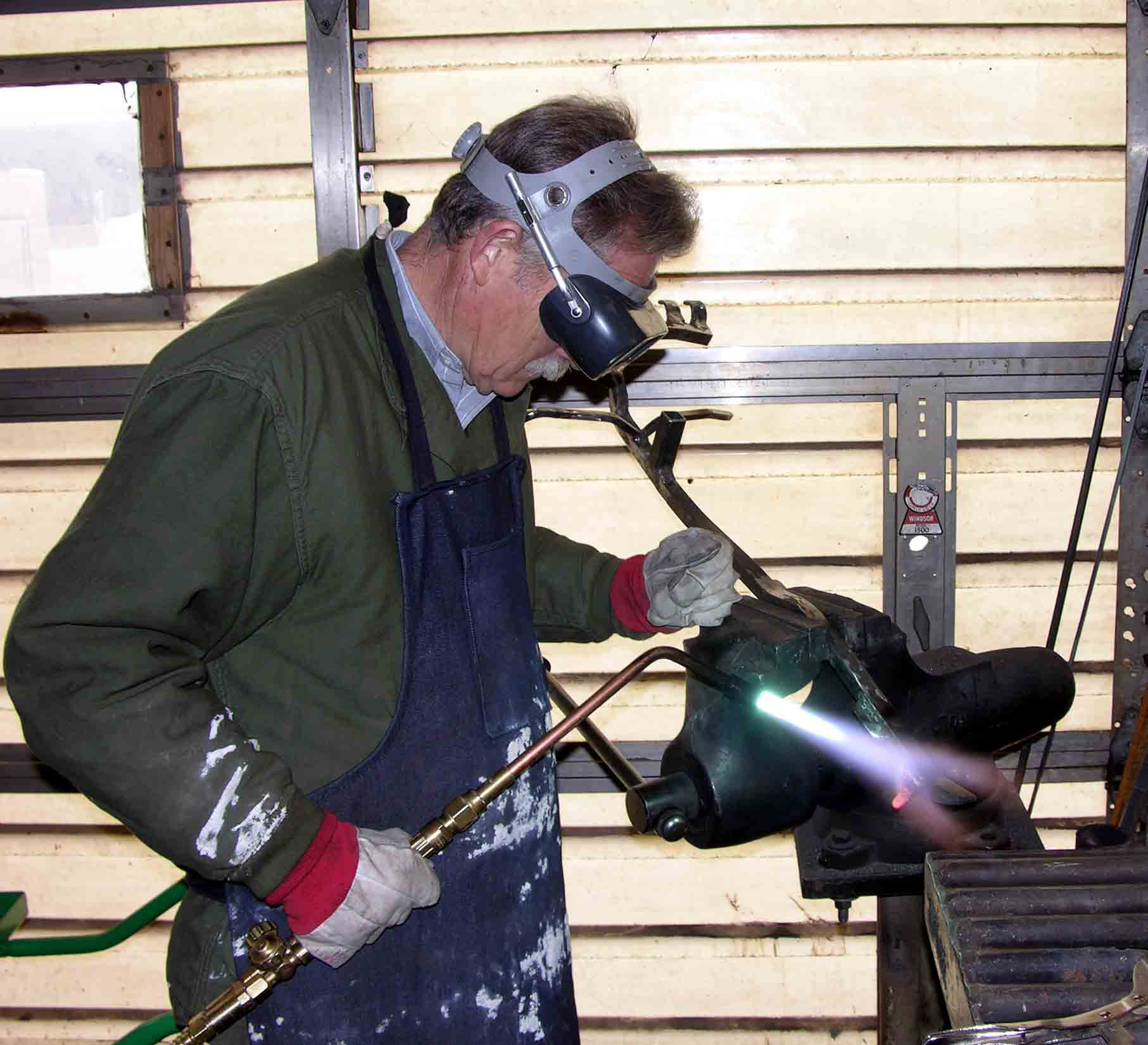
Lánghegesztés

Lánghegesztéskor a hegesztésre valamilyen éghető gázt és oxigént használnak. Az égő gáz lehet hidrogén, acetilén, propán, bután stb. Az égető berendezés a hegesztőpisztoly. Éghető gázként általában acetilént alkalmaznak.
A lánghegesztés rokon művelete a lángvágás és a lánggyalulás. A lángvágás elvi alapja az, hogy a vas a fehérizzás hőmérsékletén oxigénsugárban igen gyorsan oxidálódik, salakosodik, miközben jelentős hőmennyiség szabadul fel. Lángvágáskor a vágandó vonal kezdőpontját előmelegítik, majd oxigénsugárral az elsalakosodott vasat kifújják a hézagból. Hasonló elven működik a lánggyalulás is, ami jó eredménnyel használható öntött acéltuskók, hengerelt bugák és szabadon alakított kovácsdarabok felületi hibáinak eltávolítására.

#### Az acetilén
A hegesztést fejlesztőből nyert vagy palackban tárolt acetilénnel végezhetik. Az utóbbi években a palackos acetilén-felhasználás csaknem kiszorította a gázfejlesztő használatát. A palackozott acetilén gázt dissous gáznak nevezik. Mind az éghető gázt, mind az oxigént nyomáscsökkentő szelepen át vezetik a hegesztőégőbe.
Az acetilén elégetésekor lejátszódó kémiai reakció egyenlete:
2C2H2 + 5O2 = 4CO2 + 2H2O .
Ebből következik, hogy tökéletes égést feltételezve 1 m³ acetilénhez 2,5 m³ oxigénre van szükség. Attól függően, hogy az éghető gázhoz mennyi oxigént vezetnek, az égés lehet tökéletes vagy tökéletlen (figyelembe kell venni a levegőből felvett oxigén mennyiségét is!). Tökéletlen égéskor a lángban még el nem égett gázok vannak, amelyek a lángot körülvevő levegőből oxigént vonnak el. Az ilyen lángot redukáló lángnak nevezik. Ha viszont a lángban a szükségesnél több az oxigén, akkor oxidáló lángról beszélünk. Az oxidáló láng csaknem minden anyag hegesztésekor káros, mert a hegesztés helyén az oxigénfelesleget átadja a heganyagnak.
Semleges lánggal kell hegeszteni az acélt, acélöntvényeket, a rozsda- és hőálló acélt, a temperöntvényeket, a vörösrezet, a bronzot, a nikkelt, a cinket, az ólmot, az alumíniumot és ötvözeteit. Acetiléndús lángot kell használni öntöttvas hegesztésekor és minden olyan esetben, amikor nagy széntartalmú kemény, feltöltőhegesztésre alkalmas acélpálcával hegesztenek. Oxigéndús lánggal egyedül a sárgaréz hegeszthető. Ilyenkor az ömledéken cinkoxid hártya képződik (a cink a sárgaréz egyik alkotója), amely a megakadályozza a könnyen párolgó cink elgőzölgését.

#### Hegesztőégők
A tartályokból, illetve a gázfejlesztőkből vezetékeken áramló gázok a hegesztőégőbe, azaz hegesztőpisztolyba kerülnek. A hegesztőégőnek biztosítania kell a gázok jó keveredését, továbbá egy pontra irányuló koncentrált lángképet kell adnia. A hegesztőpisztolyok két csoportba oszthatók:
- kisnyomású,
- nagynyomású.

A kisnyomású hegesztőpisztolyba az égőgázt az oxigén szívóhatásával juttatják be. Ezek az injektoros hegesztőpisztolyok. A nagynyomású, injektor nélküli égőkben az oxigén és az éghető gáz fokozott nyomás mellett a keverőkamrába jut. A beömlő gázok mennyiségét adagoló csapokkal lehet szabályozni.

#### Hegesztőpálcák
A hegesztőpálcák feladata a varrat létrehozásához szükséges anyagmennyiség biztosítása. Anyaguk többnyire azonos vagy hasonló a hegesztendő anyaggal. A hegesztőpálcák legtöbbször kör keresztmetszetűek. A pálcákat kovácsolással, hengerléssel, húzással, vagy (a képlékenyen nem alakítható anyagok esetén) öntéssel állítják elő, néha karikába csévélve szállítják.

### Villamos ívhegesztés

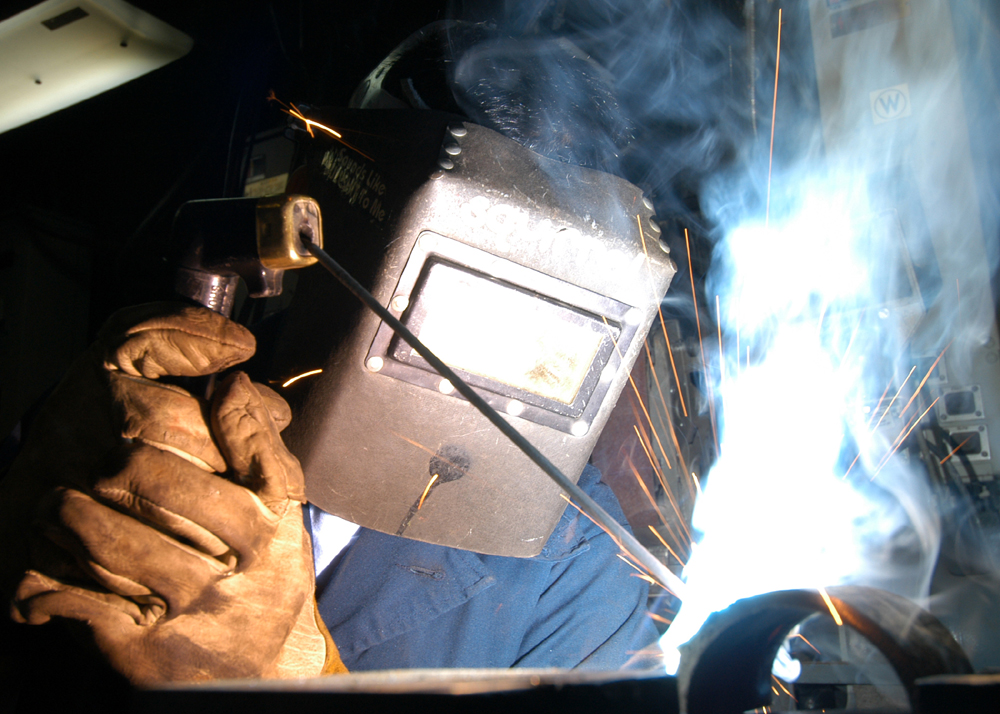
Ívhegesztés

Az elektromos áram hőhatása kétféleképpen alkalmazható hegesztési célokra. Az egyik a Joule-hővel végzett ellenállás-hegesztés (lásd feljebb), a másik az elektromos ívhegesztés, amely a plazmakisülés hőhatását hasznosítja. A plazma hőmérsékletét és erősségét az elektronsűrűség és mennyiség határozza meg, amely beállítható a modern hegesztő berendezésekben (áramerősség és feszültség beállítás).
Az ívhegesztés első kidolgozója Benardos volt 1885-ben. Ennél az eljárásnál az áramforrás egyik sarkát a hegesztendő tárgyhoz, a másikat egy szénpálcához kötik. A szénpálcát a munkadarabhoz érintve villamos ív keletkezik, amely az alapanyagot az ív keletkezési helyén megömleszti, a hézagot külön fémpálcával töltik fel. A Benardos-eljáráshoz egyenáramot használtak. Mára csaknem kizárólagosan a Slavianoff-féle eljárás terjedt el. Ebben az esetben elektródként fémpálcát használnak, míg a másik sarok a hegesztendő tárgy. A fémpálca és a munkadarab összeérintésével lehet az ívet húzni, amelynek hőhatása mind a munkadarab szélét, mind a hegesztőpálcát megolvasztja. A pálca lecsepegő ömledéke szolgál a varrat feltöltésére. A Slavianoff-eljáráshoz mind egyenáramot, mind váltakozó áramot lehet használni.

#### Hegesztés elektródákkal

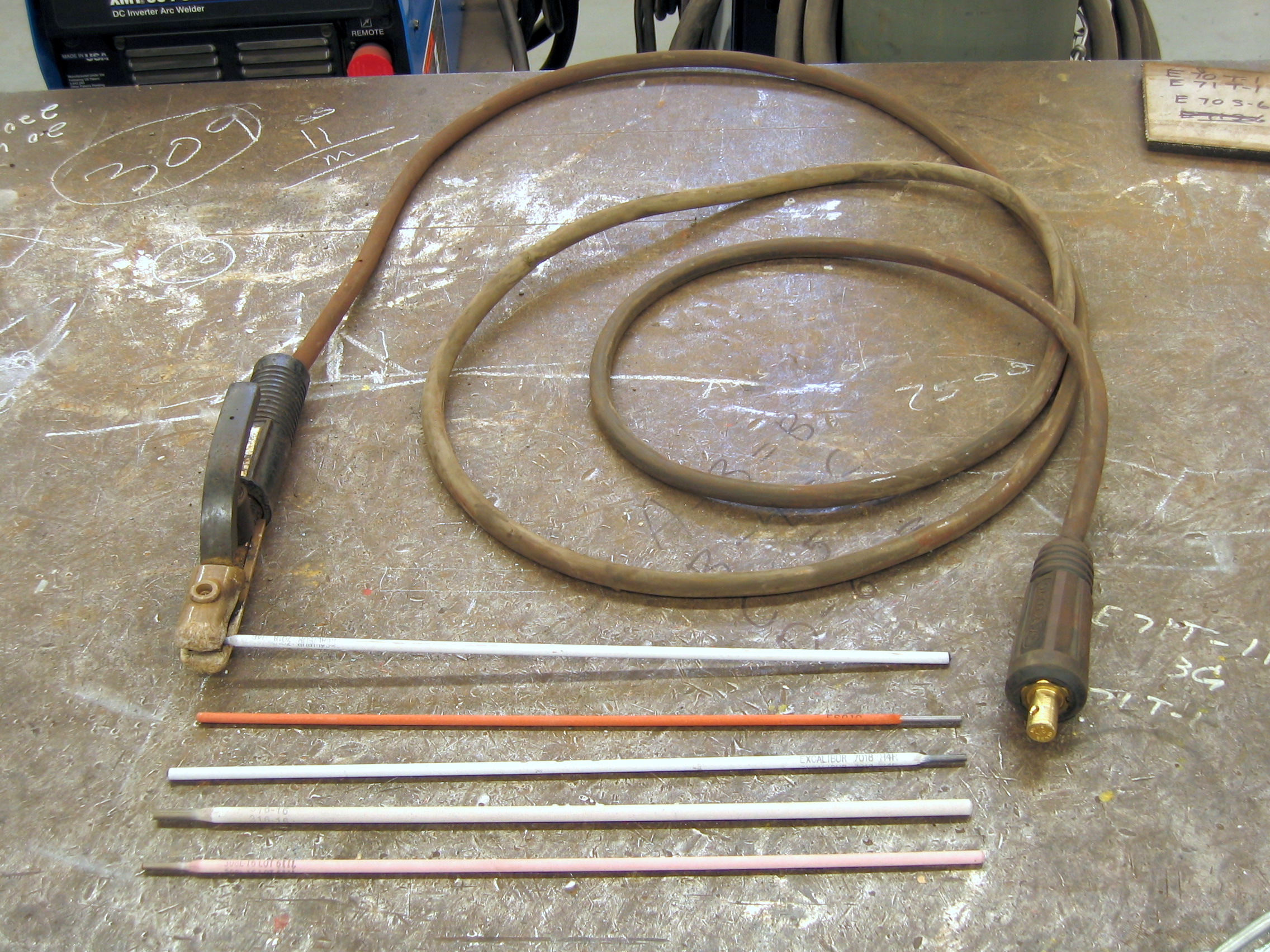
Bevonatos elektródok és befogó

A hegesztéshez használt elektródák lehetnek:
- bevonat nélküli (csupasz) és
- bevonatos elektródok.

Váltakozó áramú hegesztéskor a csupasz hegesztőpálca, amelynek összetétele közelítőleg megegyezik a munkadarab összetételével, nagyon kevés iont termel a villamos ívben. Ezért ilyen pálcával csak egyenáramról lehet hegeszteni, tekintettel arra, hogy váltakozó áramú ívben a feszültség – 50 periódusú áram esetén – másodpercenként százszor halad át a nullponton, így az ív újragyulladásához az a csekély ionizáció, amely csupasz pálcával létrejön, nem elegendő. Ezért már korán megjelentek az ív stabilitásához szükséges bevont pálcák. A bevonathoz olyan anyagot használnak, amely sokkal jobban ionizálható, mint az alapanyag. A bevonat ezen túlmenően az ömledék oxidációját is megakadályozza.
A hegesztő elektródok bevonatainak több típusa van:
- vasoxidos,
- vas-mangánoxidos,
- rutilos,
- cellulóz típusú,
- bázikus.

Az egyenes, külsején bevont elektródokon kívül létezik porbeles elektródhuzal is, amely acélszalagból készült körszelvényű vagy lapos cső, belsejében por alakú töltettel. Ez az elektród hajlítható, tekercselhető (ellentétben a ridegsége miatt csak egyenes szálban forgalmazott külső bevonatos elektródokkal).

#### Fedettívű automatikus hegesztés
Minthogy a kézi ívhegesztés nagyon munkaigényes, sok jól képzett szakmunkást igényel, ezért a hegesztési folyamatok gépesítésének és automatizálásának igénye hamar felmerült. A fedettívű hegesztés ilyen módszer. A fedett ívű hegesztés huzalelektróda (elektródák) és a munkadarab között keltett ívvel (ívekkel), fedőpor alatt végzett ömlesztőhegesztés. A huzal előtoláson kívül a varratirányú előrehaladást is automatizálni lehet, ezért ezt gépesített ömlesztőhegesztésnek nevezzük. A hegesztés végezhető egyen és váltakozó árammal, amelyet a hozaganyag végéhez vezetünk, így 8-10-szer nagyobb áramerősséggel terhelhető mint a bevont elektródás hegesztés, a termelékenység növelhető, a hozaganyagok többszörözésével, illetve a szalag elektróda leolvasztásával.
A fedettívű hegesztés előnyei közé tartozik a nagy hegesztési teljesítmény, a mély beolvadás, a hegesztés folyamatos és mentes a szubjektív hatásoktól, a varrat jó minőségű.

#### Védőgáz
A védőgáz feladata az ívhegesztés során az oxigén és a nitrogén kiszorítása a hegesztés közvetlen közeléből, valamint befolyásolja a hegfürdő viszkozitását, így hatással van annak nedvesítő képességére. A védőgázas hegesztést a kötések jó minősége, a fedőpor- és a salak-eltávolítás elmaradása, semleges védőgáz alkalmazásakor a varrat kémiai összetételének állandósága, a koncentrált hőhatás következtében a keskeny hőhatásövezet, és ennek megfelelően a minimális elhúzódás jellemzi.
A védőgáztól függően ötvözetlen, gyengén és erősen ötvözött acélok, könnyű- és színesfémek, ill. ötvözetek, valamint különleges fémek és ötvözeteik egyaránt jól hegeszthetők. A legelterjedtebb gázok: az argon, a hélium és a szén-dioxid védőgáz, valamint az ezekből készült gázkeverékek. A gázkeverékek esetén az egyik alkotó lehet kis mértékben oxigén, valamint nitrogén is. Léteznek három, illetve négykomponenses védőgázkeverékek is. 
Argon védőgázas volfrámelektródás ívhegesztés

Argon védőgázas volfrámelektródos ívhegesztés

Rövidítése: AWI. Nemzetközileg a TIG (Tungsten Inert Gas) betűszót használják. Az argon védőgázas AWI-hegesztéskor a volfrámelektród és az alapanyag között húzott ívet argon gázburok veszi körül. A gázburok hatásossága nagymértékben függ a gáz sűrűségétől és a hegesztés sebességétől (nagy hegesztési sebesség esetén az ív kiléphet a védőgáz burokból).
A hegesztéshez használt volfrámelektródák porkohászati úton készülnek, az alkalmazás céljától függően eltérő ötvözéssel. A különböző célra készült elektródák végeit eltérő színnel jelölik meg.
- Tiszta volfrámelektródát csak alumínium hegesztéshez használnak. Zöld színű jelöléssel készül.
- Általános használatra, acélok hegesztésére kb. 2% tóriumtartalmú, piros színjelű elektródákat, enyhén radioaktív hatású;
- A cirkóniummal ötvözött volfrámelektróda színjelölése fehér;
- A lantánnal ötvözött volfrámelektróda színjelölése fekete;
- A cirkonnal ötvözött volfrámelektróda, színjelölése szürke.

Az argongázban kialakult ív sok szempontból eltér a levegőben létrejött villamos ívtől. Az argon egyatomos gáz, amelyben az elektronok mozgékonysága sokkal nagyobb, mint a kétatomos gázokban. Egy másik jellegzetes különbség az, hogy az ív egy igen nagy olvadáspontú volfrámelektród és egy viszonylag kis olvadáspontú fém között jön létre (különösen nagy a két olvadáspont közötti különbség például alumínium hegesztésekor), azaz az anód és a katód hőmérséklete között jelentős különbség adódik.
A hőmérséklet-különbség nagymértékben függ attól, hogy egyenes, vagy fordított polaritású kapcsolást alkalmaznak. Egyenes polaritású kapcsoláskor a volfrámelektród a negatív, a hegesztendő anyag a pozitív sarok. Ebben az esetben az elektródon levő katódfoltból igen nagy sebességű elektronok indulnak ki, amelyek az anódként kapcsolt alapanyagba ütköznek, amely aránylag keskeny területen, de nagyon erősen felmelegszik. Az így képződő varrat tehát keskeny, de nagyon mély. Az argongáznak ebben az esetben csak védőgáz szerepe van.
Fordított polaritású kapcsoláskor, amikor a hegesztendő anyag a negatív pólus, a nagy sebességű elektronok a volfrámelektród felé áramolnak, és abba ütközve fejlesztenek nagy hőt. A fordított polaritású kapcsolás előnye az, hogy a nagy sűrűségű, nagy tömegű argon ionok a tárgy felületére ütköznek, és az ott lévő esetleges oxid- és nitridhártyát feltörik, felbontják. Ebben az esetben az argongáznak nemcsak védőhatása, hanem tisztító hatása is van.
Az AWI eljárás során használunk egyen és váltakozó áramot is, ezért fontos a hegesztő berendezésen az áramnemnek megfelelő kiválasztására szolgáló kapcsoló, illetve az egyen áram polaritás kapcsolója, a berendezéseken fontos az áramerősség precíz beállításának lehetősége, ami egy fokozatmentes kapcsolóval történik. A korszerű hegesztő áramforrások úgynevezett inverteres gépek, amely először a hálózati feszültséget egyen irányítja, majd félvezető elemekből felépített frekvenciaváltó (inverter) középfrekvenciás lüktetőfeszültséggé alakítja. Ezt a feszültséget egy transzformátor csökkenti a megfelelő kis értékre. A transzformátor szekunder tekercsére kapcsolódik a diódás egyenirányító és a simító fojtótekercs, amely a hegesztéshez szükséges egyenfeszültséget adja. Az ilyen felépítésű berendezések a többszöri energiaátalakítás ellenére is jobb hatásfokkal rendelkeznek mint a hagyományos transzformátorok.
Argon védőgázas fogyóelektródás ívhegesztés
Rövidítése: AFI, nemzetközileg a MIG betűszót használják (Metal Inert Gas).
Az eljárás során a hegesztőív a folyamatosan előrehaladó hegesztőhuzal és a munkadarab között ég. A hegesztőhuzalt két vagy négy görgő tolja előre, amelyeket a huzalelőtoló hajtószerkezete mozgat. A hegesztőhuzalt a hegesztőpisztoly huzalvezető spirálján, valamint a rézből, réz-cirkónium ötvözetből készült áramátadón keresztül vezetik a hegesztés helyére. AFI-hegesztéskor egyenárammal dolgoznak, és legtöbb esetben fordított polaritást alkalmaznak.
Széndioxid védőgázas fogyóelektródás ívhegesztés
Rövidítése: CFI vagy MAG (Metal Active Gas).
Ezt az eljárást elsősorban ötvözetlen és gyengén ötvözött szerkezeti acélok egyesítésére használják. A CO2 védőgáz alkalmazásakor problémát jelent, hogy a szén-dioxid gáz szén-monoxidra és oxigénre bomlik, ezért jelentős oxidációval lehet számolni. Az elektródhuzalba ezért dezoxidáló elemeket (mangánt és szilíciumot) ötvöznek. Előnye a gáz olcsósága és a mély beolvadás, hátránya a nyugtalan hegesztési ív, ebből következő erős fröcskölés. Impulzushegesztésre nem alkalmas.
Kevertgázas fogyóelektródás ívhegesztés
Argon és szén-dioxid gázkeverékéből álló védőgáz alatt végzik a hegesztést (CORGON).
Hidrogén védőgázas ívhegesztés
A hidrogén védőgázas ívhegesztést arcatom-hegesztésnek is nevezik. Az eljárás során az ív két volfrámpálca között ég, amely íven hidrogén gázt fújnak keresztül. Az ív hőmérsékletén a molekuláris hidrogén atomos hidrogénné esik szét, majd a hidegebb részeken az atomos hidrogén ismét molekuláris hidrogénné alakul. Az első folyamat hőfogyasztó, a második pedig hőleadó. A hegesztés tehát tulajdonképpen az atomos hidrogén molekuláris hidrogénné való visszaalakulásakor fejlődő hővel történik. Az arcatom eljárásban tehát a hőhatás közvetve, az ív hőhatása révén létesül, a hegesztés helyét pedig körülveszi a hidrogén gázatmoszféra.
Az eljárás hátránya az, hogy – mivel egyes fémek folyékony állapotukban nagy mennyiségű hidrogént képesek oldani – a varrat könnyen porózussá válhat. Ezért az eljárás nem alkalmas például nikkel vagy nagy nikkeltartalmú króm-nikkel acélok, réz és rézötvözetek hegesztésére. Manapság gyakorlati jelentősége nincs, ipartörténeti érdekesség.

### Elektronsugaras hegesztés

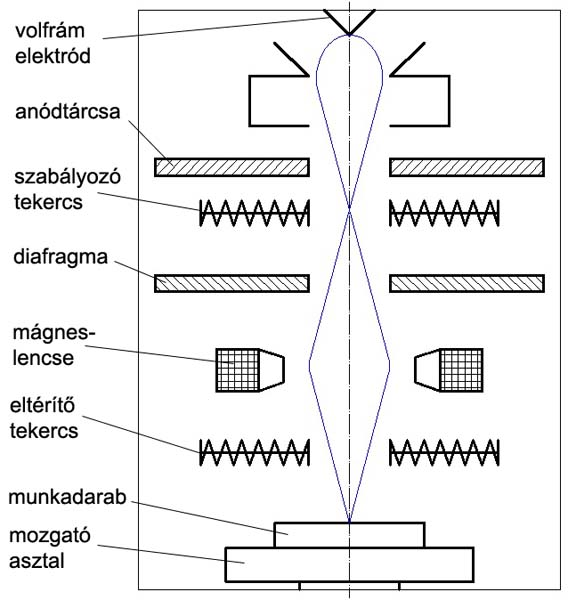
Elektronsugaras hegesztés

Az elektronsugaras hegesztés alapja az, hogy elektronokat mintegy 105 km/s sebességre gyorsítanak, amelyek ütközésekor (lefékezésükkor) a kinetikus energia hővé alakul, és helyileg megolvasztja a munkadarabot. Az igen nagy energiakoncentráció hatására a hevített pont hőmérséklete elérheti akár az anyag forráspontját is. Ezt használják ki például a zafír, a rubin, a gyémánt és a keményüveg fúrására. A nagy energiasűrűség keskeny és mély varratok előállítását teszi lehetővé. Az elektronsugaras hegesztés gyakorlatilag minden anyag egyesítésére alkalmas, beleértve a különleges anyagokat és azok tetszés szerinti párosítását is.

### Lézersugaras hegesztés
A lézersugaras hegesztéshez szilárdtest-lézereket alkalmaznak. A szilárdtest-lézer olyan fényforrás, amely nagy energiájú fényimpulzusokat bocsát ki. A lézerhatás úgy jelentkezik, hogy a nagy intenzitású fény formájában kapott energiát a rubin rezonátorba sugározzák, a besugárzott fény egy csekély részét a rezonátor egy rövid időre elnyeli, és nagy energiájú impulzusként újra kisugározza. A lézersugaras hegesztés elsősorban vékonyabb anyagok hegesztésére alkalmas, főleg ponthegesztésre, vagy pontsorok készítésére. Nagy előny, hogy a hegesztőkészülék és a munkadarab között nincs szükség közvetlen érintkezésre, ezért a lézerhegesztés jól használható ott, ahol a mechanikus alakváltozásokat vagy a kémiai szennyeződéseket mindenáron el kell kerülni.

### Plazmasugaras hegesztés
A plazmasugár nagy energiatartalmú ionizált elemi részecskék árama. A hegesztésen kívül vágáshoz, felületbevonáshoz és hőkezeléshez használható. Plazmasugár akkor keletkezik, ha a villamos ívet normál állapotához képest egy lényegesen szűkebb csatornán, egy fúvókán való áthaladásra kényszerítik. A plazmaképző és a vágógáz molekulái az ív hőhatására disszociálnak, az atomok külső elektronhéjáról elektronok szakadnak le, azaz a gáz ionizálódik. A gáz hevítésére, disszociációjára és ionizációjára fordított igen jelentős hőmennyiség a visszaalakulás során aztán ismét felszabadul. A plazmasugár hőmérséklete 10 000–30 000 °C között változhat. Plazmasugár létesítéséhez semleges és aktív gázokat használnak (pl. Ar, Ar + H2, Ar + N2, H2 + N2, levegő).
Plazmavágáskor az anyag megolvasztását, részbeni elgőzölögtetését és az olvadt anyag eltávolítását a nagy hőmérsékletű és nagy sebességű gázsugár végzi. Plazmasugárral a legkülönfélébb fémek és ötvözeteik, valamint nemfémes anyagok is vághatók. Az átvágható vastagság elsősorban az anyag minőségének és a berendezés teljesítményének a függvénye.